# Carlos Nelli
Carlos Nelli, född 3 december 1902, död 1 januari 1994, var en friidrottare från Brasilien. Han deltog vid olympiska sommarspelen 1932.